# 山口博 (国文学者)
山口 博（やまぐち ひろし、1932年1月8日 -2024年8月8日 ）は、日本の国文学者。富山大学名誉教授・聖徳大学名誉教授。。専門は日本古代文学。

## 経歴
1932年、東京都生まれ。1961年、東京都立大学大学院国文学博士課程を満期退学。
その後は富山大学人文学部講師となり、助教授、教授に昇格。1982年に学位論文『桓武朝より円融朝に至る王朝歌壇の研究』を都立大学に提出して文学博士号を取得。1983年、『万葉集』の編者を菅原道真とする説を唱えた。1985年から1986年、北京の日本学研究センターに研究滞在。1991年、富山大学を退職した。
その後は新潟大学教授として教鞭をとり、1997年に定年退官。次いで聖徳大学教授を務めた。その他の活動としては、和泉流セミプロ狂言師として舞台にも立っていた。

## 受賞・栄典
- 1984年：富山新聞文学賞を受賞[6]。
- 2016年（平成28年）11月：瑞宝中綬章を受章[7]。

## 著作
単著
- 『王朝歌壇の研究 〈村上・冷泉・円融朝篇〉』桜楓社 1967
- 『王朝歌壇の研究 〈宇多・醍醐・朱雀朝篇〉』桜楓社 1973
- 『詳解源氏物語』みずうみ書房 1977-81
- 『王朝歌壇の研究 別巻・蔵人補任』桜楓社 1979
- 『閨怨の詩人小野小町』三省堂選書 1979
- 『万葉集形成の謎』桜楓社 1983
- 『万葉の歌 人と風土 15 北陸』保育社 1985
- 『古典でたどる日本サラリーマン事情 現代に換算して見る日本人の生活史』PHP研究所 1988
- 『愛の歌 日本と中国』新典社 叢刊・日本の文学 1989
- 『王朝歌壇の研究 〈文武・聖武・光仁朝篇〉』桜楓社 1993
- 『王朝貴族物語 古代エリートの日常生活』講談社現代新書 1994
- 『万葉集の誕生と大陸文化 シルクロードから大和へ』角川選書 1996
- 『万葉歌のなかの縄文発掘』小学館の謎解き古代史シリーズ 1999
- 『心にひびく日本の古典』新潮社 2002
- 『こんなにも面白い日本の古典』角川ソフィア文庫 2007
- 『古代文化回廊日本』おうふう 2004
- 『平安貴族のシルクロード』角川選書 2006
- 『創られたスサノオ神話』中公叢書 2012
- 『大麻と古代日本の神々』宝島社新書 2014

共著
- 『竹取物語』村瀬英一共著 有朋堂 明解シリーズ 1970
- 『大和路 万葉の旅』入江宏太郎共著 主婦と生活社 1972